# Drapeau du Cameroun
Le drapeau national du Cameroun est le drapeau national et le pavillon national de la république du Cameroun. Il a été adopté le 21 mai 1975, à l'issue de la période fédérale, après le passage à un État unitaire.

## Description
Les trois couleurs du drapeau sont les couleurs panafricaines. Le vert représente la forêt équatoriale méridionale du Cameroun, le progrès et l’espérance d’un Cameroun riche et prospère. Le jaune doré représente le soleil, la richesse, la pérennité, le sol et la savane de la région septentrionale.
La bande rouge symbolise l'autorité et le trait d'union entre les régions méridionales et septentrionales du pays. L'étoile en or représente l'unification en un État indivisible et unique.
La taille de l’étoile n'est pas normalisée, ce qui amène parfois à l'utilisation de drapeaux dans lesquels les dimensions de l'étoile varient sensiblement.

## Drapeaux nationaux successifs
Sous la République fédérale, le drapeau comportait deux étoiles dans le coin supérieur gauche, sur fond vert, représentant chacun des deux États de la Fédération.

État du Cameroun (1957-1960), puis république du Cameroun (1960-1961).
République fédérale du Cameroun (1961-1972), puis république unie du Cameroun (1972-1975).
République du Cameroun (du 21 mai 1975 à nos jours).

### Propositions
En 1957, lors d'un débat sur le drapeau national au sein de l'Assemblée législative du Cameroun, le député Samuel Wanko a proposé l'ajout d'une crevette blanche au milieu de la bande rouge, en référence à l'étymologie du pays, et quant à Charles Okala, il propose, en plus, un croissant de lune et une étoile. Paul Soppo Priso suggère l'ajout de l'écusson de l'ONU au milieu de la bande rouge pour évoquer la tutelle de l'ONU.

## Anciens drapeaux coloniaux

Cameroun allemand (1885-1916).
Cameroun britannique (1916-1961).
Cameroun français (1916-1960).

## Galerie

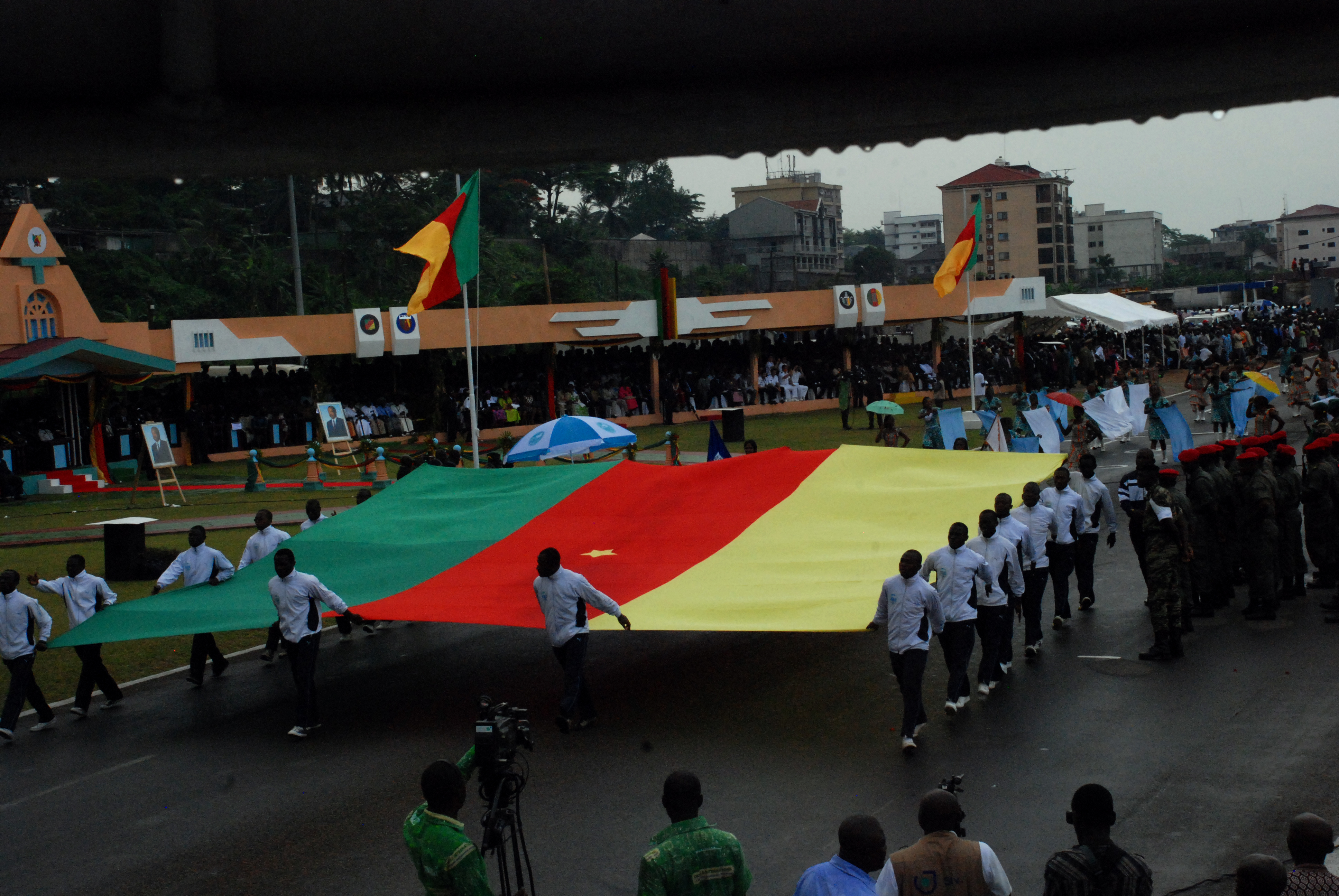
Fête du Travail (2011).
Jeux paralympiques (2012).
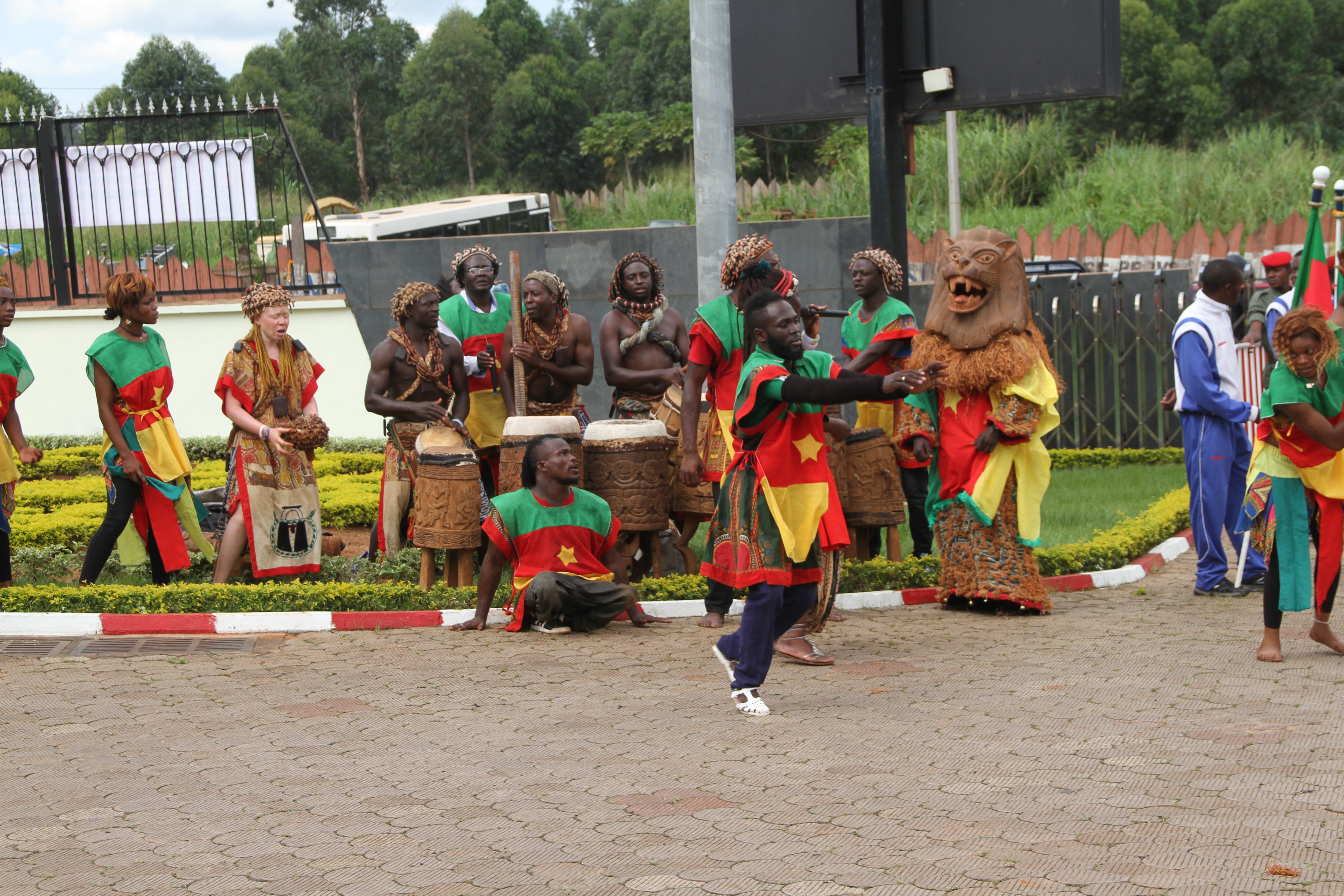
Festival national des arts et de la culture (2016)
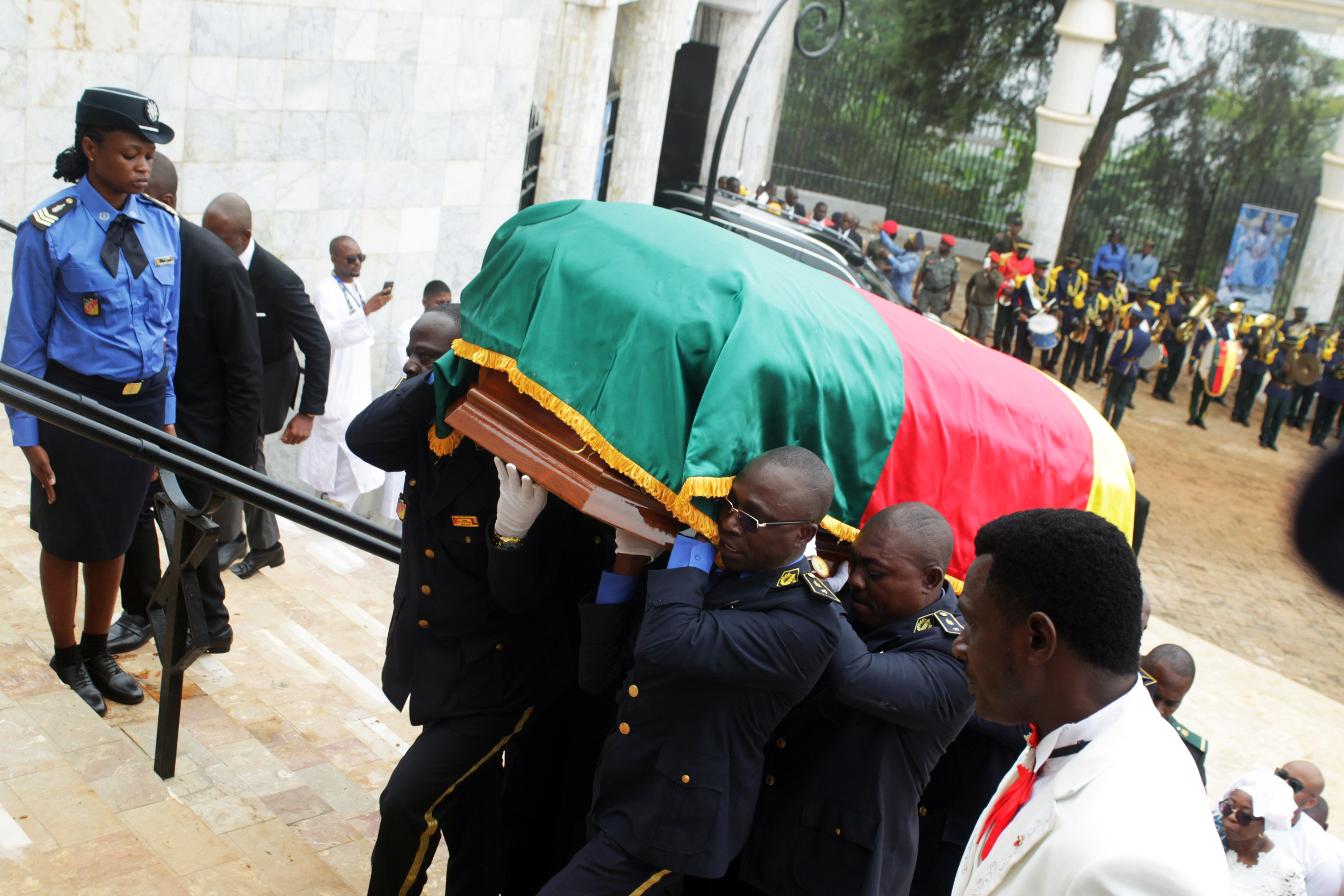
Obsèques de Joseph Kadji Defosso (2018).
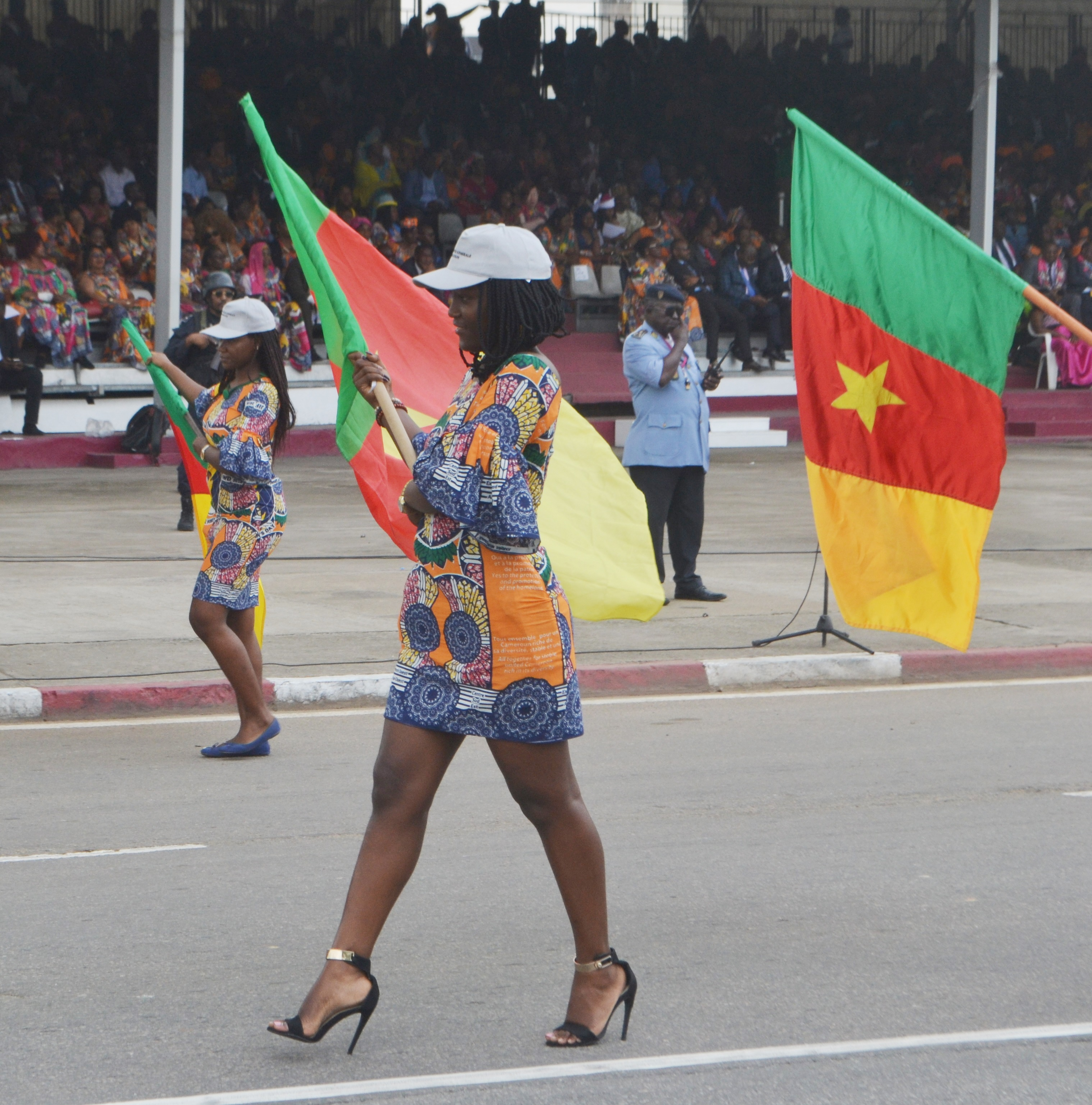
Journée internationale des femmes (2018).